# Chlamydoconcha avalvis
Chlamydoconcha avalvis ist eine marine Muschel-Art aus der Familie der Galeommatidae. Das Gehäuse ist völlig vom Mantel umschlossen und die Klappen sind stark reduziert (rudimentär). Das Tier ähnelt eher einer Nacktschnecke als einer Muschel.

## Merkmale
Die Gehäuse sind stark reduziert und völlig vom Mantel bedeckt. Die Klappen nehmen nur noch etwa 10 % der Manteloberfläche ein bzw. 25 % der Mantellänge; man kann die Klappen daher durchaus als Rudimente ansprechen. Sie sitzen im vorderen Mantelbereich. Das Tier ist insgesamt ca. 15 mm lang, die Rudimente der Klappen messen dagegen nur 3,7 mm in der Länge und 1,2 mm in der Höhe. Sie sind ungleichklappig und stark ungleichseitig. Die Wirbel sitzen nahe dem Hinterende. Die beiden rudimentären Klappen sind im Umriss unregelmäßig länglich-rechteckig, abgeflacht und oft auch etwas deformiert. Die linke Klappe ist etwa 25 % kürzer als die rechte Klappe (abnormal?). Das Längen-/Höhen-Verhältnis ist nahe 3 bis 4. Der Hinterrand ist annähernd abgestutzt. Der Vorderrand ist grob eng gerundet. Der Ventralrand ist unregelmäßig gerade. Der Prodissoconch ist halbkreisförmig und ist 0,26 mm lang und 0,31 mm hoch.
Die rudimentären Klappen sind weiß und opak. Die Außenseite weist kräftige, komarginale Undulationen auf, der Ventralrand ist etwas abstehend. Es kommen auch kalkige Konkretionen vor. Das Periostrakum überragt den mineralisierten Teil der Klappen zu etwa einem Drittel. Auf der Dorsalseite ist es etwas breiter. Es ist gelblich und durchscheinend.
Das Tier ist insgesamt halbkugelig. Der Weichkörper ist hell cremefarben und durchscheinend. Die Außenseite des Mantels glatt und fast ohne Papillen. Lediglich über der hinteren Ausströmöffnung befindet sich eine einzelne Papille. Der Fuß ist schmal und etwa halb so lang wie das Tier; er schaut vorne unter dem Weichkörper hervor. Am hinteren Teil des Fußes befindet sich noch eine funktionale (?) Byssusdrüse. Es wurde aber kein Byssus gefunden.

## Unterschiede
Chlamydoconcha avalvis unterscheidet sich von Chlamydoconcha orcutti Dall, 1884 von der Westküste Kaliforniens und Niederkaliforniens (Mexiko) durch die proportional kleineren Klappen, die bei letzterer Art etwa 1/6 der Mantellänge einnehmen (1/10 bei C. avalvis). Die Klappen sind bei C. orcutti sind länger (im Verhältnis zur Höhe, etwa 10:1), vorne zugespitzt, bei C. avalvis abgestutzt. Der Mantel ist bei C. orcutti von Papillen besetzt. Bei C. avalvis fehlen diese, bis auf eine Papille über der hinteren Ausströmöffnung. Hinzu kommen einige Unterschiede in der Weichteilorganisation.

## Geographische Verbreitung, Lebensraum und Lebensweise
Die Art wurde bisher nur im Area de Proteçao Ambiental do Pau Brasil bei der Ilha Comprida, nordöstlich von Cabo Frio, im Bundesstaat Rio de Janeiro, Brasilien in 6 m Wassertiefe unter Steinen gefunden.
Die Tiere sind Zwitter. Bei der nahe verwandten Art Chlamydoconcha orcutti Dall, 1884 wurden auch parasitische Zwergmännchen (die nur Prodissoconche ausgebildet haben) gefunden, die sich am Mantelrand eines größeren Zwitters festgesetzt hatten. Bei Chlamydoconcha avalvis ist das noch nicht bestätigt.

## Taxonomie
Das Taxon wurde 2008 von Luiz Ricardo Simone publiziert. Das Artepithet bezieht sich auf das scheinbare Fehlen von Klappen, wenn man nur das Äußere des Tieres betrachtet, von Latein a= negatives Präfix und valvis=Klappe. MolluscaBase betrachtet es als gültiges Taxon.